# Paul Näcke

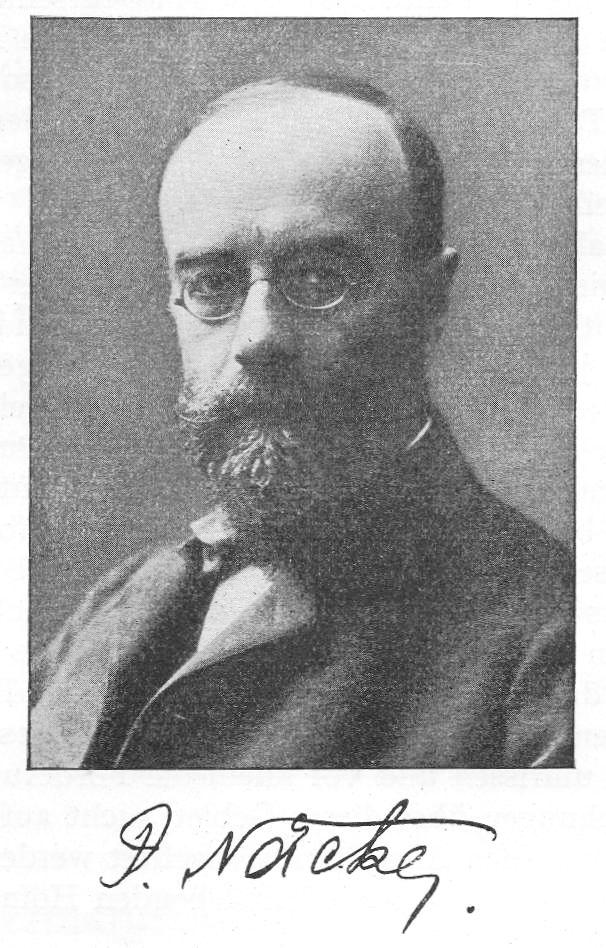
Paul Adolf Näcke

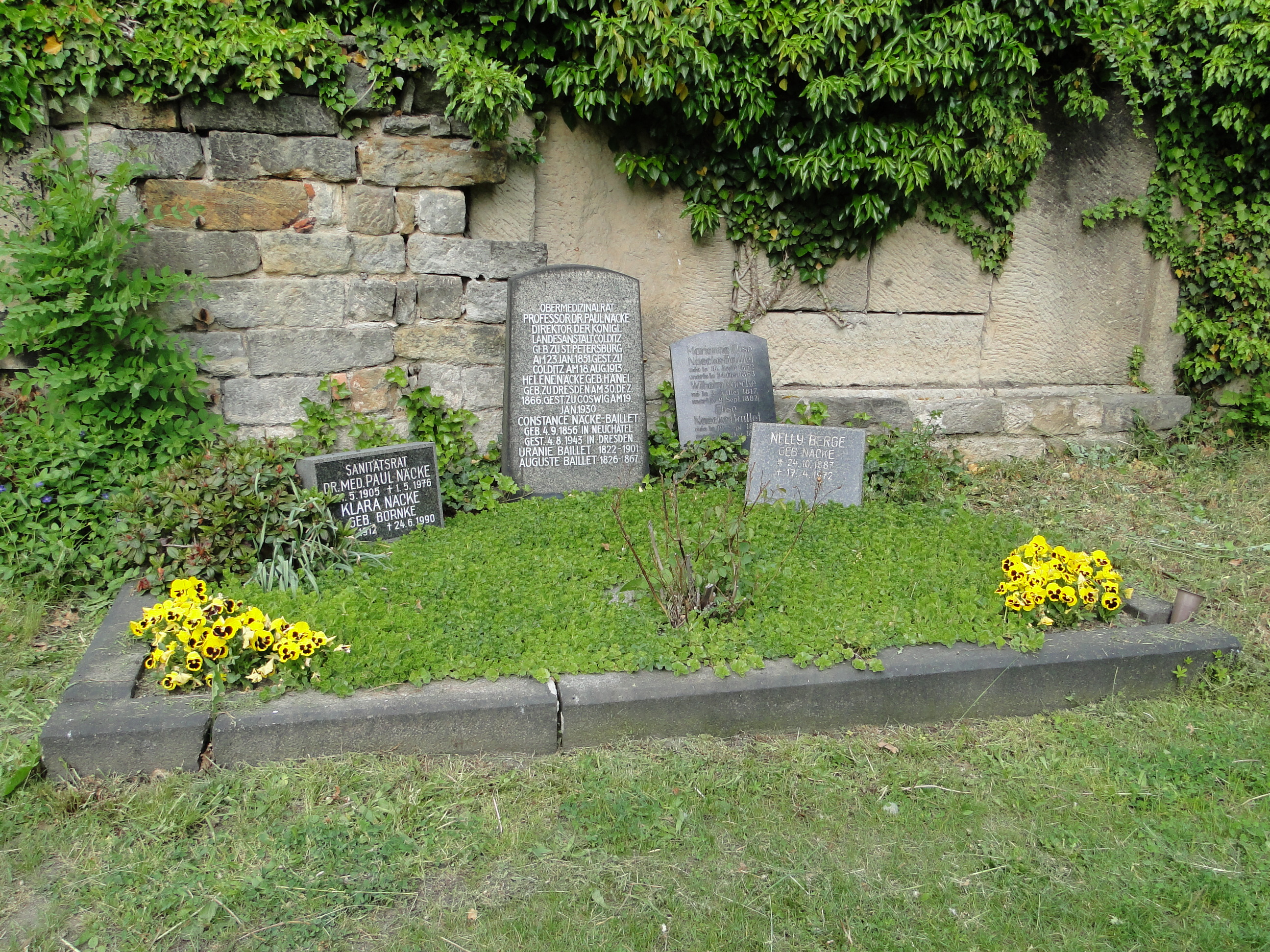
Grób Paula Näckego

Paul Adolf Näcke (ur. 23 stycznia 1851 w Sankt Petersburgu, zm. 18 sierpnia 1913 w Colditz) – niemiecki lekarz psychiatra i kryminolog. Zajmował się m.in. zagadnieniem homoseksualizmu, wprowadził do medycyny termin narcyzmu.

## Życiorys
Od 5. roku życia wychowywał się w Dreźnie. Studiował medycynę na Uniwersytecie w Lipsku i Würzburgu. Po otrzymaniu tytułu doktora medycyny pracował w Paryżu, Dreźnie, Królewcu i Gdańsku, ostatecznie postanowił poświęcić się psychiatrii. Pracował w zakładach psychiatrycznych w Colditz, Sonnenstein i Hubertusburgu. Od 1912 był dyrektorem zakładu psychiatrycznego w Colditz.

## Wybrane prace
- Verbrechen und Wahnsinn beim Weibe m. Ausblicken auf d. Criminal-Anthropologie überhaupt. Leipzig: W. Braumüller, 1894
- Ueber Criminalpsychologie. Wiener klinischen Rundschau, 1896, Nr. 46-48.
- Kritisches zum Kapitel der normalen und pathologischen Sexualitaet. Archiv fuer Psychiatrie, Berlin, 32, 1899, 356-386
- Kastration bei gewissen Klassen von Degenerierten als ein wirksamer socialer Schutz. Archiv für Kriminal-Anthropologie und Kriminalistik, 3 (1900), 58-84.
- Criminelle Anthropologie. Jahresbericht fuer Neurologie und Psychiatrie, 1898
- Die Unterbringung geisteskranker Verbrecher. Halle a. S.: Marhold, 1902
- Über Familienmord durch Geisteskranke. Halle a. S.: Marhold, 1908
- Die Gehirnoberfläche von Paralytischen: ein Atlas von 49 Abbildungen nach Zeichnungen. Leipzig: Vogel, 1909
- Die Diagnose der Homosexualität. Neurologisches Centralblatt, 27 (1909), 338-351